# Eumyias indigo
Eumyias indigo là một loài chim trong họ Muscicapidae.